# 1884 a jogalkotásban
1884-ben az alábbi jogszabályokat alkották meg:

## Magyarország

### Törvények
- 1884. évi I. törvénycikk Az 1884. évi államköltségvetésről
- 1884. évi II. törvénycikk A szegedi honvédlaktanya épitésére az 1880:XXX. törvénycikkel engedélyezett költség fedezetének emeléséről
- 1884. évi III. törvénycikk Az 1884. évben kiállitandó ujoncz- és póttartaléki jutalékok megajánlása tárgyában
- 1884. évi IV. törvénycikk Az 1879:XX. tc. hatályának megszünése után Szeged szab. kir. városában szükséges átmeneti intézkedésekről, és az 1882:VII. tc. 2. §-ában foglalt intézkedésnek módositásáról
- 1884. évi V. törvénycikk Állami elemi és polgári iskolák épitésére szükséges költségek fedezéséről
- 1884. évi VI. törvénycikk Az 1884. évi február 18-án Francziaországgal kötött kereskedelmi egyezmény beczikkelyezéséről
- 1884. évi VII. törvénycikk Némely megyék határának egyes községek és puszták átcsatolása által való kiigazitásáról, s az ezzel kapcsolatos intézkedésekről
- 1884. évi VIII. törvénycikk A munkács-beszkidi vasut kiépitéséről
- 1884. évi IX. törvénycikk A budapest-zimonyi vasut szabadka-bajai szárnyvonalának kiépitéséről
- 1884. évi X. törvénycikk A csácza-magyar-gácsországi határszéli vasut engedélyezése és az 1882:XLV. törvénycikk kiegészitése tárgyában
- 1884. évi XI. törvénycikk A királyi tengerészeti hatóság elhelyezésére Fiuméban emelendő állami épületről és az erre megkivántató költségek fedezéséről
- 1884. évi XII. törvénycikk Az új földadó-katasteri munkálatok eredményei ellen érvényesithető felszólalások elintézésének módjáról
- 1884. évi XIII. törvénycikk Az 1883. évi közösügyi költségekből a magyar korona országai által pótlólag fedezendő összegekről
- 1884. évi XIV. törvénycikk A Tiszának és mellékfolyóinak szabályozásáról, ezen folyók völgyeinek ármentesitéséről, ugyszintén a vizszabályozó és ármentesitő társulatok igazgatási szervezéséről
- 1884. évi XV. törvénycikk A győr-sopron-ebenfurti vasutra vonatkozó 1872:XXVII. és 1874:XXX. törvénycikkek némely határozmányainak módositásáról
- 1884. évi XVI. törvénycikk A szerzői jogról
- 1884. évi XVII. törvénycikk Ipartörvény
- 1884. évi XVIII. törvénycikk A budapesti nagykörut létesitéséről és a Budapest főváros dunajobbparti területének egyes részein emelendő épületek adómentességéről
- 1884. évi XIX. törvénycikk Az állandó országház épitési tervének jóváhagyásáról és az épités végrehajtásáról
- 1884. évi XX. törvénycikk Az országos fegyintézeteknek egygyel szaporitásáról, a létezők átalakitásáról és államfogház épitéséről
- 1884. évi XXI. törvénycikk A szeszadóról, valamint sajtolt élesztőnek a szesztermeléssel együttes készitésének megadóztatásáról és a sajtolt élesztő után eső behozatali vám felemeléséről
- 1884. évi XXII. törvénycikk A Fiume város területén emelendő épitmények rendkivüli adómentességéről
- 1884. évi XXIII. törvénycikk Az 1881:LII. tc. végrehajtása folyamán keletkezett viszonyok rendezéséről
- 1884. évi XXIV. törvénycikk Az 1881. évi közösügyi zárszámadásra alapitott leszámolás szerint Magyarország terhére mutatkozó tartozás fedezéséről
- 1884. évi XXV. törvénycikk Az 1870:X. tc. 4. szakaszának d) és e) pontjaiban megjelölt intézetek és vállalatok községi pótadója rendeltetéséről
- 1884. évi XXVI. törvénycikk Az úrbéri rendezés következtében avagy, törvényhozási engedély alapján eladott állami erdők fa-állományáért befolyó pénz felhasználásáról
- 1884. évi XXVII. törvénycikk A mostár-metkovicsi vasut épitéséről
- 1884. évi XXVIII. törvénycikk Az 1840:X. törvénycikkben szabályozott hatósági illetékesség némely határozmányainak módositásáról
- 1884. évi XXIX. törvénycikk Az I. erdélyi vasut vonalainak megváltásáról
- 1884. évi XXX. törvénycikk A báttaszék-dombovár-zákányi (duna-drávai) vasut megváltásáról
- 1884. évi XXXI. törvénycikk A csáktornya-zágrábi (zagoriai) helyi érdekü vasut kiépitéséről
- 1884. évi XXXII. törvénycikk A marosludas-beszterczei helyi értékü vasutnak engedélyezésére és segélyezésére vonatkozó felhatalmazás tárgyában
- 1884. évi XXXIII. törvénycikk Némely vasuti engedélyokmányok függelékeiben foglalt forgalmi természetű határozmányoknak hatályon kivül helyezéséről
- 1884. évi XXXIV. törvénycikk A szamosvölgyi 2-od rendü vasut kiépitéséről szóló 1880:XXXII. törvénycikkel beczikkelyezett engedélyokmányoknak a deés-beszterczei vonalra és a deés-deésaknai szárnyvonalra való kiterjesztéséről, ugyszintén ezen engedélyokmány némely határozmányainak módositásáról
- 1884. évi XXXV. törvénycikk A sövényháza-szegedi ármentesitő társulat üqyeinek rendezéséről
- 1884. évi XXXVI. törvénycikk A Svájczczal 1884. évi január 8-án Bernben, a szegényjog kölcsönös biztositása iránt kötött államszerzűdés beczikkelyezése tárgyában
- 1884. évi XXXVII. törvénycikk A Brasiliával 1883. évi május 21-én Rio de Janeiroban, a közönséges büntettesek kölcsönös kiadatása iránt kötött államszerződés beczikkelyezése tárgyában
- 1884. évi XXXVIII. törvénycikk Az 1881:LIX. törvénycikk 109. §-ának módositásáról
- 1884. évi XXXIX. törvénycikk Az alföld-fiumei vasut (Nagyvárad-eszéki része) részvénytársulat vonalainak megváltásáról
- 1884. évi XL. törvénycikk Az ujszőny-brucki vonalrész átalakitási munkálataira szükséges póthitelről
- 1884. évi XLI. törvénycikk Az 1885. év január és február havában viselendő közterhekről és fedezendő állami kiadásokról